# サイエンティフィック・アメリカン
『サイエンティフィック・アメリカン』（Scientific American）は、アメリカ合衆国の通俗科学の科学雑誌。1845年8月28日創刊で、一般向け科学雑誌としては世界最古、また現在定期刊行されているアメリカの雑誌としても最古である。学術雑誌のような査読は行っていないが、アルベルト・アインシュタインなど主として第一線の研究者自らが執筆しており、内容は高く評価されている。初期は週刊の新聞風刊行物として刊行され、1921年に現行の月刊誌となった。

## 歴史

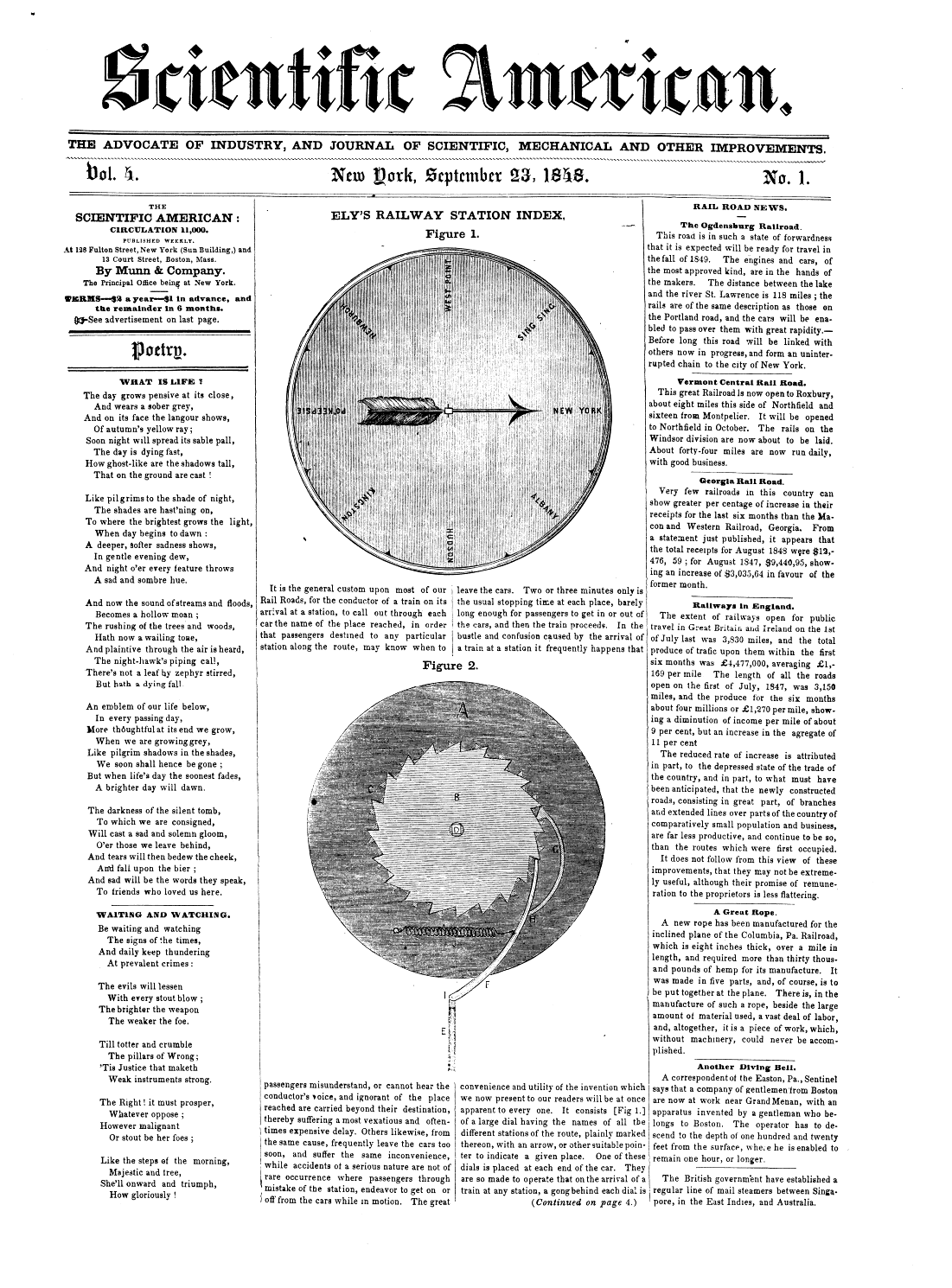
1848年9月号の表紙

『サイエンティフィック・アメリカン』は、発明家で雑誌出版者のルーファス・ポーターによって1845年8月に創刊された。創刊当初は4ページの週刊紙で、米国特許商標庁の動向を報じることに重点が置かれていた。また、永久機関、エイブラハム・リンカーンによる1860年の船舶浮揚装置、現在ではほぼ全ての自動車に搭載されているユニバーサル・ジョイントなど、様々な発明に関する事柄も幅広く報じていた。現在のこの雑誌には、50年前、100年前、150年前に発刊された記事からの抜粋を掲載した"this date in history"（歴史の中の今日）のコーナーがある。1921年11月より月刊誌になった。
創刊からわずか10か月後、ポーターはこの雑誌をアルフレッド・イーリー・ビーチとオーソン・ディサイクス・マンに売却し、以降1948年までマン・アンド・カンパニーが保有していた。マンの孫であるオーソン・ディサイクス・マン3世の下で、20世紀における『ポピュラーサイエンス』誌に似た「作業台」のような出版物へと発展した。1902年から1911年まで、『アメリカ大百科事典』の刊行を行っていた。
第二次世界大戦後、この雑誌は衰退していった。1948年、新しい科学雑誌を創刊しようと計画していたジェラード・ピール、デニス・フラナガン、ドナルド・H・ミラー・ジュニアの3人によるビジネスパートナーがこの雑誌の資産を買収し、新しく創刊した雑誌に『サイエンティフィック・アメリカン』の誌名を継承させた。ピールが発行者、フラナガンが編集長、ミラーがゼネラル・マネージャーを務めた。ミラーは1979年に、フラナガンとピールは1984年に引退し、ジェラード・ピールの息子のジョナサン・ピールが社長兼編集長に就任した。この時点で、発行部数は1948年の買収時点の15倍に増えていた。
1986年、ドイツのホルツブリンク出版グループに買収された。2008年秋、『サイエンティフィック・アメリカン』はホルツブリンクの一部門であるネイチャー出版グループ（現 ネイチャー・リサーチ）の管理下に置かれた。2015年、ホルツブリンク傘下の出版社3社とシュプリンガー・サイエンス・アンド・ビジネス・メディアが合併してシュプリンガー・ネイチャーとなった。
ドナルド・ミラーは1998年12月に、ジェラード・ピールは2004年9月に、デニス・フラナガンは2005年1月にそれぞれ死去した。

## ウェブサイト
1996年3月に『サイエンティフィック・アメリカン』はウェブサイトを立ち上げた。2019年4月にペイウォール（有料購読制度）を導入し、書籍版の定期購読者は毎月数本の記事を無料で閲覧できるようにした。

## 国際版
1890年に最初の外国語版であるスペイン語版"La America Cientifica"が創刊されたが、1905年には休刊となった。その63年後の1968年にイタリアでイタリア語版"Le Scienze"が創刊され、1971年に日本で日本語版の『日経サイエンス』が創刊された。『日経サイエンス』は、創刊当初は『サイエンス』と称していたが、学術誌の『サイエンス』との混同を避けるために変更された。これはアメリカ版の翻訳記事が中心となっているが、独自の記事も加えて編集されている。
1976年にスペインでスペイン語版"Investigación y Ciencia"が、1977年にフランスでフランス語版"Pour la Science"が、1978年にドイツでドイツ語版"Spektrum der Wissenschaft"が、1983年にソビエト連邦でロシア語版の"В мире науки"(V Mire Nauki)が創刊された。
1979年に中華人民共和国で中国語簡体字版の『科学』が創刊された。これは、同国の建国以来初めて発行された西側諸国の雑誌である。当初は重慶で発行され、2001年に北京に移管された。2005年に財政問題で一旦廃刊となり、2006年1月に別の出版社から『环球科学』(Global Science)が創刊された。2002年に台湾で繁体字版の『科學人』が創刊された。
ハンガリー語版の"Tudomány"は1984年から1992年まで存在した。1986年にはアラビア語版のمجلة العلوم(Oloom Magazine)が創刊された。2002年には、ブラジルでポルトガル語版が創刊された。

## 編集長
1. ルーファス・ポーター（英語版）(1845–1847)
2. オーソン・ディサイクス・マン（英語版）(1847–1907)[8]
3. チャールズ・アレン・マン（英語版）(1907–1924)[9][10]
4. オーソン・ディサイクス・マン2世（英語版）(1924–1947)
5. デニス・フラナガン（英語版）(1947–1984)[11]
6. ジョナサン・ピール（英語版）(1984–1994)
7. ジョン・レニー（英語版）(1994–2009)
8. マリエット・ディクリスティーナ（英語版）(2009–2019)
9. ローラ・ヘルムス（英語版）(2020–)[12]

## 同誌をめぐる議論
1950年4月、アメリカ原子力委員会(AEC)は、水素爆弾に関する機密情報を明らかにしたとされるハンス・ベーテの記事を掲載した『サイエンティフィック・アメリカン』誌の出版差し止めを命じた。この事件は、経営者が変わったばかりの『サイエンティフィック・アメリカン』誌の歴史にとっては重大な出来事であった。発行者のジェラルド・ピエルは、この事件をマスコミにリークした。AECの決定は、問題のある内容を含む雑誌の初期プレスランの3000部を廃棄することを命じるものであり、「自由主義社会における焚書」であると受け止められた。その後の調査の結果、これはAECの過剰反応であったことが判明した。
2002年1月号には、ビョルン・ロンボルグの著書"The Skeptical Environmentalist"（『環境危機をあおってはいけない―地球環境のホントの実態』）に対する批判が掲載された。ケイトー研究所のパトリック・マイケルズは、この本が批判を受けている理由を「地球温暖化対策に対する年数十億ドルもの税金の流入を脅やかしている」ためだと述べた。ジャーナリストのロナルド・ベイリーは、これらの批判は「不穏」(disturbing)で「不誠実」(dishonest)なものであるとし、次のように書いている。「"Science defends itself against The Skeptical Environmentalist"（科学は『環境危機をあおってはいけない』からそれ自身を守る）という書評欄の見出しは、馬脚を表している。宗教的・政治的見解は批判からそれ自身を守る必要があるが、科学は事実を決定するためのプロセスであるはずだ」
2007年5月号に掲載されたマイケル・シャーマーのコラムでは、イラク戦争からのアメリカの撤退を呼びかけている。これに対して、『ウォール・ストリート・ジャーナル』のコラムニストのジェームズ・タラントは、『サイエンティフィック・アメリカン』のことを「リベラルな政治雑誌」と冗談めかして呼んだ。
この出版社は、2009年に大学図書館に対して、雑誌の年間購読料を印刷版で500%近く、オンライン版では50%近く値上げすると通告したことで批判された。
2016年9月号の社説で、大統領候補のドナルド・トランプの「反科学的」な態度やレトリックを攻撃した。同誌がアメリカ大統領の政治についてのコメントに踏み込んだのは、これが初めてだった。同誌は2020年10月号で、アメリカでCOVID-19のパンデミックが発生した際に、現職のドナルド・トランプ大統領が科学を軽視したことを受けて、2020年の大統領選挙におけるジョー・バイデンへの支持を表明した。それを報じるコラムにおいて、同誌の編集者は「『サイエンティフィック・アメリカン』は、175年の歴史の中で大統領候補を支持したことは一度もない。今年はそうせざるを得ない。我々はこれを軽々しくしているわけではない」と表明した。2024年の大統領選挙ではカマラ・ハリスへの支持を表明した。

### セクハラをめぐる論争
2013年、『サイエンティフィック・アメリカン』でブログを書いていた女性科学者のダニエル・N・リーは、科学サイト『バイオロジー・オンライン』の編集者から、専門的なコンテンツを無報酬で書くこと依頼され、これを拒否したことから、メールで「尻軽女」(whore)呼ばわりされた。このメールに激怒したリーがブログで反論を書いたところ、『サイエンティフィック・アメリカン』編集長のマリエット・ディクリスティーナがその投稿を削除し、リーの支持者からの批判を受けた。ディクリスティーナはブログを削除した法的理由を挙げたが、検閲であるとして批判された。『バイオロジー・オンライン』の編集者は事件後に解雇された。
論争はその後の数日間で拡大した。同誌のブログ編集者であるボーラ・ジヴコヴィッチは、別のブロガーのモニカ・バーンに対するセクハラ疑惑を受けていた。この事件は約1年前に発生していたが、編集長のディクリスティーナは、この事件は調査済みで、バーンの納得の行くように解決されたと読者に伝えた。しかし、リーに対する一件により、バーンに対しジヴコヴィッチの素性を暴くよう求める声が上がり、リーもそれを支持した。ジヴコヴィッチはツイッターとブログで反応し、バーンとの事件があったことを認めた。ブログの投稿で、ジヴコヴィッチはバーンに謝罪し、事件は「単発のもの」(singular)であり、そのようなことはそれ以前にも以降にもしていないと述べた。
ジヴコヴィッチは、アントン・ズイカーと共同で設立したブログサイト『サイエンス・オンライン』の役員を辞任した。ジヴコヴィッチの告白の後、同誌の他のブロガーを含む数人の著名な女性ブロガーが自身のセクハラ経験を主張したが、それらはいずれもまだ独自に調査されておらず、法的・倫理的なセクハラの定義にも合致していない。同誌のプレスリリースによると、これらの事実が発覚した翌日、ジヴコヴィッチは『サイエンティフィック・アメリカン』の役職を辞任した。